# Аполлон Фельдера
Аполлон Фельдера (лат. Parnassius felderi) — дневная бабочка семейства Парусники (Papilionidae). Эндемик Дальнего Востока. Вид назван в честь Рудольфа Фельдера (1842—1871) — венского юриста и энтомолога, сын Каэтана фон Фельдера.

## Описание
Размах крыльев 49—60 мм. Крылья самца белые, слабо опылённые, с черным узким краем и жилками. Передние крылья со слабым чёрным прозрачным рисунком — пятном и пятном в ячейке недалеко от него, внешней волнистой перевязью, которая нередко прервана в середине, подкраевой каймой, доходящей спереди до 2/3 внешнего края крыла. Под ней с подкраевой волнистой перевязью, по длине соответствующая кайме или немного короче её.
На задних крыльях чёрная непрозрачная окраска занимает большую часть заднего крыла, ближе к заднему углу имеется поперечный чёрный мазок, и 2 чёрных пятна: одно спереди от вершинной части ячейки, другое, меньшее по размеру, напротив ячейки. Иногда первое, реже и второе пятно внутри красные. Снизу рисунок сходен.
Самка отличается от самца сильным развитием тёмного рисунка: перевязи, как правило, развиты на всем протяжении, шире, чем у самца, на заднем крыле подкраевой ряд из полулунных пятен. Красные пятна на задних крыльях обычно сильно развиты, иногда и в поперечном чёрном мазке у заднего края. Усики с чёрной булавой.

## Ареал
Встречается в России — Хабаровский край, Еврейская автономная область (хребет Малый Хинган), в Китае, Северной Корее, Японии.

## Местообитания
Бабочки обитают на открытых склонах лесного пояса гор, чаще в долинах горных рек. Встречаются на высотах от 400 до 800 метров над уровнем моря.

## Биология
Развивается в одном поколении, Лет с конца июня по начало августа.
Бабочки отличаются быстрым полётом. Более активны в полдень.
Биология преимагинальных стадий изучена мало. Гусеницы питаются на различных видах хохлатки (Corydalis).

## Подвиды
- Parnassius felderi felderi — Малый Хинган
- P.f.litoreus (= gornyiensis, = vysokogornyiensis) — Мяочан, Северный Сихотэ-Алинь, Северное Приморье и Приамурье
- P.f. maui — Южный и, частично Средний Сихотэ-Алин, Приморье. Отличается от номинативного подвида более ярким цветом окраски, которая обычно имеет ярко-желтый цвет. А также имеет более развитые темные перевязи на крыльях.

## Численность
Численность находится на критическом уровне, что связано прежде всего с узким ареалом вида. Сокращение численности связано уничтожением природных участков обитания вида, с неумеренной лесоразработкой в Приамурье. Неконтролируемый вылов коллекционерами.

## Замечания по охране
Занесен в Красную книгу России (I категория — находящийся под угрозой исчезновения вид).
Мероприятия по охране — необходимость создания особо охраняемых природных территорий в местах обитания вида и ограничение применение пестицидов при сельскохозяйственных работах.